# Omega frame
Het Omega frame heette officieel OCC (Omega Chassis Concept).
Dit was een hoefijzer(Ω)-vormig motorfiets-frame van de Yamaha GTS 1000 uit 1992.
De bijzondere vorm was nodig voor de bevestiging van de eenzijdige swingarm met fuseebesturing voor het voorwiel. Net als bij andere experimenten met enkelzijdige voorwielophanging voor motorfietsen werd het systeem van Yamaha ook geen succes. Dat lag ook aan het verdere concept van deze motorfiets: men verwachtte op een echte toermotor ook een cardanaandrijving en de GTS 1000 had een ketting.
Zijspanfabrikanten maakten echter handig gebruik van het Omega-concept. Op een zijspancombinatie werkt fuseebesturing namelijk uitstekend. Het zijspanmerk Side Bike wist het zelfs te combineren met een meesturend zijspanwiel.

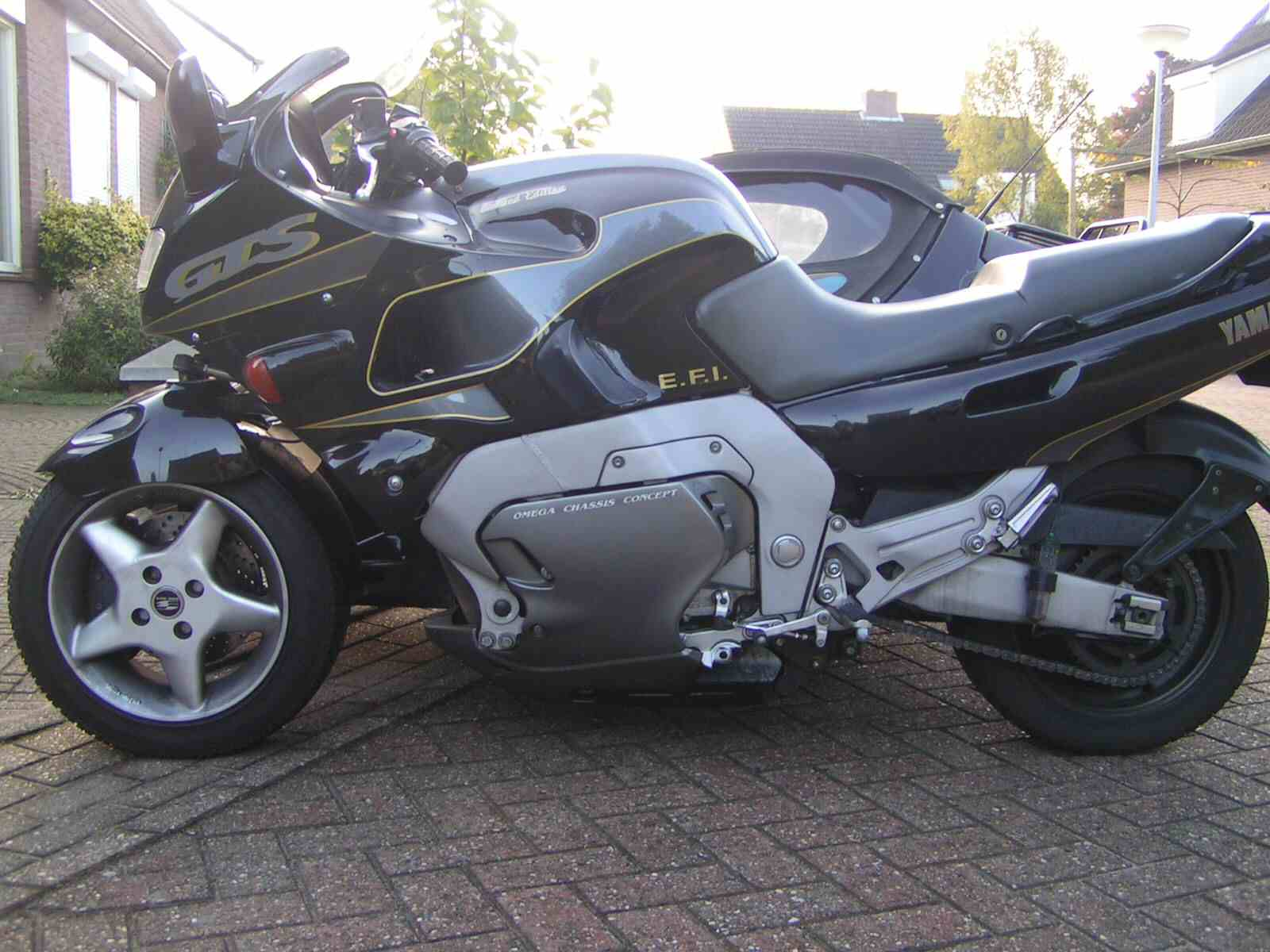
Het Omega frame van de Yamaha GTS 1000. (foto: Barry Soeterik)

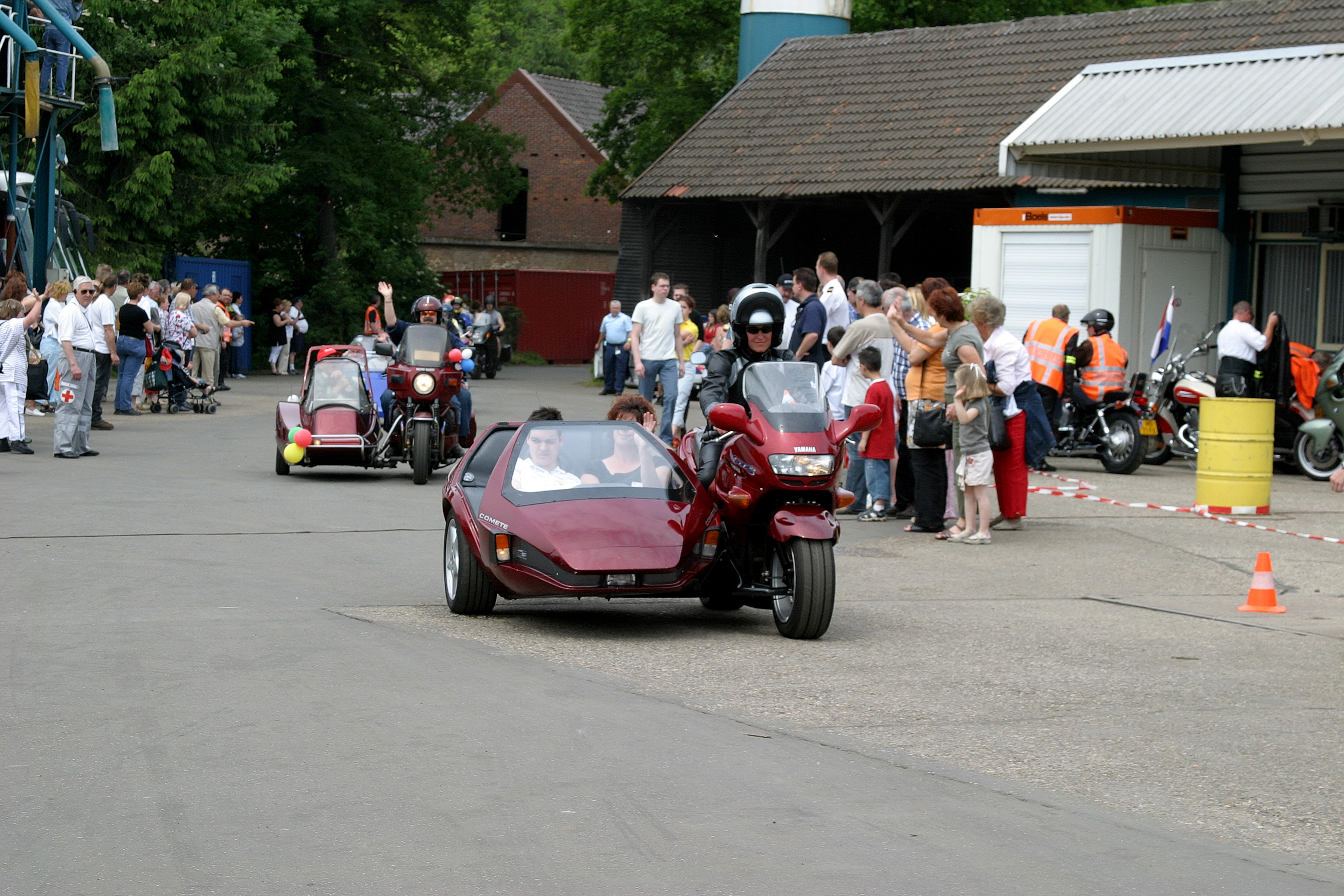
De zijspanfabrikant Side Bike combineerde het Omega frame met een meesturend zijspanwiel.

Achterbrug · Balhoofd · Brugframe · Buisframe · Composietframe · Deltabox · Dubbel wiegframe · Duplex frame · E-box frame · Enkel wiegframe · FAST frame · Featherbed frame · Garden gate frame · Lateral Frame Concept · LCG Twin Tube · Loop Frame · Lowboy frame · MR-Albox · Omega frame · Open frame · Perimeter frame · Pivot frame · Pivotless frame · Plaatframe · Raked frame · Rigid frame · Semi-pivotless frame · Slimline frame · Spaceframe · Springframe · Starframe · Stijf frame · Tankframe · Twin Spar frame · Vakwerkframe · Wiegframe · Zeta frame